# Ceol
Ceol est roi du Wessex de 591 ou 592 à 597.

## Biographie
Il est le fils de Cutha et par conséquent le petit-fils de Cynric, roi de 534 à 560. Il succède à son oncle Ceawlin après avoir vaincu ce dernier à la bataille de Wanborough dans le Wiltshire. La mort de Cealwin en 593 permet à Ceol d'asseoir encore plus sa légitimité.
Le successeur de Ceol est son frère Ceolwulf. Cynegils, le fils de Ceol, devient roi à la mort de son oncle en 611.